# Jahr null
Ein Jahr null gibt es in der von den Historikern angewendeten traditionellen christlichen Zeitrechnung nicht, wohl aber in der astronomischen Jahreszählung sowie der internationalen Zeitnorm ISO 8601.
Im traditionellen System werden die Jahre mit Ordinalzahlen vor und nach der Geburt Christi gezählt: Das Jahr 1 vor Christi Geburt endet am 31. Dezember (1 v. Chr.), am nächsten Tag, dem 1. Januar, beginnt das Jahr 1 nach Christi Geburt (1 n. Chr.).
Die astronomische Jahreszählung verwendet hingegen die um die Null und die negativen Zahlen erweiterten natürlichen Zahlen, die sogenannten ganzen Zahlen. Die in dieser Zahlenreihe enthaltene 0 wird dem Jahr 1 v. Chr., die Zahl −1 dem Jahr 2 v. Chr. zugeordnet.

## Vergleich von traditioneller und astronomischer Jahreszählung
Im Gegensatz zur historischen Jahreszählung trägt die astronomische Zählung eine einheitliche Kalendermathematik. Sämtliche Formeln und Relationen, die sich auf der Grundlage der astronomischen Jahreszählung für alle Jahre der Welt einheitlich herstellen lassen, brechen bei der historischen Jahreszählung in zwei heterogene Teile auseinander.
Die Jahre 2 v. Chr., 1 v. Chr., 1 n. Chr. (bzw. 2 BC, 1 BC, 1 AD) der historischen Jahreszählung heißen in astronomischer Zählweise −1, 0, 1.
Jüngere Astronomie-Handbücher erläutern die Unterschiede wie folgt:

„Wenn eine neue Jahreszählung begonnen wird, muss man klären, wie die vorhergehenden Jahre zu bezeichnen sind. Beda Venerabilis, der englische Historiker des achten Jahrhunderts, begründete eine Praxis, wie die vor dem Jahr A. D. 1 liegenden Jahre zu zählen sind. […] Darin geht dem Jahr A. D. 1 das Jahr 1 v. Chr. voran, ohne dass ein Jahr 0 dazwischen liegt. Wegen seiner numerischen Diskontinuität ist dieses ‚historische‘ System für die Differenzbildung zwischen antiken und modernen Daten beschwerlich. Astronomen gebrauchen heute +1 für A. D. 1. Und dem Jahr A. D. 1 geht das Jahr 0, diesem das Jahr −1 voran. Da der Gebrauch der Null sich in Europa langsam entwickelte, verspätete sich dieses ‚astronomische‘ System. Es wurde im 18. Jahrhundert von Jacques Cassini eingeführt.“

„Zwischen Astronomen und Historikern herrscht Meinungsverschiedenheit darüber, wie die Jahre vor dem Jahr 1 zu zählen sind. In diesem Buch werden die Jahre ‚vor Christus‘ auf astronomische Weise gezählt. Das Jahr vor dem Jahr 1 ist also das Jahr null, und das Jahr, welches vor diesem Jahr lag, ist das Jahr −1. Das Jahr, welches Historiker als 585 vor Christus bezeichnen, ist tatsächlich das Jahr −584. (Bei negativen Jahreszahlen wird ‚vor Christus‘ nicht benutzt! ‚−584 vor Christus‘ ist beispielsweise falsch.)

Die astronomische Weise, die negativen Jahre zu zählen, ist die einzige, die für arithmetische Zwecke geeignet ist. Beispielsweise gilt die Regel der Teilbarkeit durch 4 zur Ermittlung der julianischen Schaltjahre in der historischen Zählweise nicht mehr; diese Jahre sind tatsächlich 1, 5, 9, 13, … vor Christus. In der astronomischen Reihe werden diese Schaltjahre jedoch als 0, −4, −8, −12, bezeichnet […] und die Regel der Teilbarkeit durch 4 bleibt bestehen.“

## Geschichte der astronomischen Jahreszählung
Die insbesondere von Astronomen bevorzugte Zählweise wird wahlweise als astronomische oder wissenschaftliche Jahreszählung bezeichnet. Die Sache hat aber in ihrem Kern nichts mit Astronomie zu tun, sondern mit Kalendermathematik.
Sehr wahrscheinlich stammt die Idee, die traditionelle Jahreszählung durch eine auch zum Rechnen taugliche Zählweise zu ersetzen, in der das Jahr vor dem Jahr 1 mit der Zahl 0 bezeichnet wird, von dem italienischen Astrologen Luca Gaurico (1476–1558). Er begründete seine Setzung arithmetisch. Als Astrologe interessierte er sich für Spiegelungen in der Chronologie, er benötigte das Jahr Null als Symmetriezentrum. Im 17. Jahrhundert war die astronomische Jahreszählung bei der Akademie der Wissenschaften zu Paris üblich, wie sich aus dem Vortrag des Astronomen Giovanni Domenico Cassini von 1696 ergibt. Publik wurde die neue Zählweise dann vor allem durch seinen Sohn Jacques Cassini, der sie in astronomischen Tabellen benutzte. Oft hält man heute Jacques Cassini für den Vater der astronomischen Jahreszählung.

## Vergleich zwischen moderner und römischer Zeitrechnung
Die traditionelle historische Zeitrechnung entspricht dem römischen Kalender christlicher Zeitrechnung, benutzt aber trotz fehlendem Jahr null das arabische Zahlensystem. Die astronomische Zeitrechnung besitzt dieses Jahr null. Dem Jahr 1 v. Chr. entspricht das Jahr 753 nach der Gründung Roms nach der Sage.
| Modernes Datum | Historisches Jahr | Astronomisches Jahr |   | Römisches Jahr    | Lateinisches Datum |
| -------------- | ----------------- | ------------------- | - | ----------------- | ------------------ |
| 31. Dezember   | 1 v. Chr.         | 0                   | = | DCC.LIII a. u. c. | pridie Kal. Ian.   |
| 1. Januar      | 1 (n. Chr.)       | 1                   | = | DCC.LIV a. u. c.  | Kalendis Ianuariis |

Anmerkungen zur Tabelle
1. ↑  Die Tabelle gibt den theoretischen, richtig angewendeten Julianischen Kalender wieder. Julius Caesar führte seinen neuen Kalender am 1. Januar DCCIX a. u. c. (709 = 45 v. Chr.) ein. Dieses Jahr war gleich ein Schaltjahr. Das Jahr zuvor wird als Verworrenes Jahr bezeichnet (weil es 445 Tage hatte). Nach Caesars Tod wurde aber 36 Jahre lang ein falscher, missverstandener Schaltmodus angewendet. Das Jahr 709 a. u. c. wurde gleich wieder als erstes Jahr verstanden und im „vierten“ Jahr 712 abermals ein Schaltjahr eingelegt, also schon nach drei Jahren. So waren die römischen Jahre 715, 718, 721 etc. bis einschließlich 745 a. u. c. (9 v. Chr.) alle tatsächlich Schaltjahre. 36/3 = 12, aber 36/4 = 9. Das Jahr 745 wäre auch bei richtig angewandten Schaltregeln römisches Schaltjahr gewesen. Die eigentlichen Schaltjahre 749 a. u. c. (5 v. Chr.), 753 a. u. c. (1 v. Chr.) und 757 a. u. c. (4 n. Chr.) fielen aber aus – waren also Gemeinjahre –, um den Kalender zu korrigieren.
2. ↑  Im lateinischen Kontext: Ante Christum natum (AC) – lateinisch: „vor Christi Geburt“; Anno Domini (AD) – lateinisch: „im Jahre des Herrn“, also nach der Geburt Christi.
3. ↑  Ab urbe condita (a. u. c.) – lateinisch: „seit der Gründung der Stadt (Rom)“.
4. ↑  Obwohl Caesar das Neujahr eindeutig auf den 1. Januar festlegte, können Datumsangaben wie „pridie Kal. Ian.“ mit folgender Jahreszahl verschieden interpretiert werden, da die Römer ab dem 14. Dezember rückwärts zählten (XIX ante Kal. Ian.). Der 30. Dezember ist der dritte [sic] Tag vor den Kalenden, während der 31. Dezember der Vortag (pridie Kal. Ian.) der Kalenden des kommenden neuen Jahres ist.